# 陶汉章
陶汉章（1917年1月19日—2010年12月16日），江西省进贤县人。中国人民解放军开国少将。第六届全国政协委员、第七届全国政协委员。

## 生平
曾祖父是秀才，有著作传世。祖父是清朝翰林。父亲到日本留学，在仙台医学专门学校与鲁迅同学，曾任江西国民议会议长。
1931年入读南昌九县联立洪都中学（今南昌市第三中学）。丧父家道中落，投笔从戎投奔在冯玉祥的汾阳军官学校教政治经济学的姑父吴景新（留英、中共汾阳军校教员支部书记）。1933年随军校参加察哈尔民众抗日同盟军任总部参谋，追随吉鸿昌反蒋抗日，1933年10月吉鸿昌部队在平北郊区失败后，陶汉章回到家乡南昌。时任国民党江西省进贤县党部书记长的张金岭是陶的表兄，想尽办法通知陶汉章身为被当局通缉的反蒋抗日的要犯，一定不要回家，南昌市东湖旅社用化名住下。1933年11月，年仅16岁在新余县找到了红六军团第17师师长萧克，次日又见到了湘赣苏区负责人任弼时。
任弼时安排他任中国工农红军学校第四分校教员、主任教员，湘鄂川黔军区红军学校第六分校教务主任，红二军团教导营副营长、营长，庆阳步兵学校队长兼教员。1935年加入中国共产党。
抗日战争时期，任八路军总部随营学校教员、支队长。1938年12月初随中国人民抗日军政大学第二分校从陕甘宁边区挺进晋察冀敌后，任二分校军事教育科科长、1940年8月升任二分校训练部副部长兼军事教育科科长。由于十年前就有在察北、平北的抗战军事经历，1942年春出任八路军晋察冀军区平北军分区（司令员覃国翰 政委段苏权）参谋长。1943年春任平西军分区（司令员陈正湘、政治委员刘道生、副政治委员兼政治部主任萧文玖）参谋长。1944年1月组建晋察冀军区直属机动旅（旅长黄永胜、政委邓华、政治部主任袁升平）任旅参谋长，1944年秋改称陕甘宁晋绥联防军教导第二旅仍任参谋长。
解放战争时期，任冀中军区副参谋长，冀中（杨成武）纵队参谋长，晋察冀野战军第三纵队（司令员郑维山、政委胡耀邦、副司令员兼参谋长文年生、副政委王道邦、政治部主任魏震）副参谋长。晋察冀军区政委罗瑞卿决定要办一个高级参谋班，调陶汉章主持，出任晋察冀军区军政干部学校（校长兼政委聂荣臻，副校长朱良才，政治部主任张明河）教育长兼高参班主任，华北军政大学教育长。
中华人民共和国成立后，1950年7月任中国人民解放军军事学院训练部副部长、军事科学研究部副部长、部长。解放军训练总监部科学条令部副部长，军事科学院战术研究部副部长，1964年8月接替温玉成任广州军区参谋长。1967年5月黄永胜制造“文年生、陶汉章、相炜、江民风”冤案，身陷囹圄。1973年任中国人民解放军军政大学（校长萧克）副校长。解放军军事学院副院长、顾问、中央军委体制改革咨询小组组长，1985年5月任国防大学筹建领导小组成员。
1955年，授予中国人民解放军少将。荣获二级八一勋章、二级独立自由勋章、一级解放勋章等荣誉。 
著述约百万字：《孙子兵法概论》、 1934年在湘赣军区红军学校任战术教员时编写《军事问答一百题》 、抗战初期邹韬奋约写并于1939年三联书店出版署名陶剑青的《游击战术纲要》、1948年编写35万字的《参谋工作》、1977年《热带丛林作战》。